# Iron Maidens diskografi
Detta är en diskografi för det brittiska heavy metal-bandet Iron Maiden. Sedan bildandet 1975 har gruppen givit ut 17 studioalbum, 11 livealbum, sju samlingsalbum fyra EP-skivor, 43 singlar samt 19 videor. Deras sextonde studioalbum är det hittills enda album som inte givits ut av skivbolaget EMI. Detta gavs istället ut av Parlophone.

## Studioalbum
| År   | Titel                        | Skivbolag  |
| 1980 | Iron Maiden                  | EMI        |
| 1981 | Killers                      | EMI        |
| 1982 | The Number of the Beast      | EMI        |
| 1983 | Piece of Mind                | EMI        |
| 1984 | Powerslave                   | EMI        |
| 1986 | Somewhere in Time            | EMI        |
| 1988 | Seventh Son of a Seventh Son | EMI        |
| 1990 | No Prayer For The Dying      | EMI        |
| 1992 | Fear of the Dark             | EMI        |
| 1995 | The X Factor                 | EMI        |
| 1998 | Virtual XI                   | EMI        |
| 2000 | Brave New World              | EMI        |
| 2003 | Dance of Death               | EMI        |
| 2006 | A Matter of Life and Death   | EMI        |
| 2010 | The Final Frontier           | EMI        |
| 2015 | The Book of Souls            | Parlophone |
| 2021 | Senjutsu                     | Parlophone |

## Livealbum
| År   | Titel                                                        | Skivbolag  |
| ---- | ------------------------------------------------------------ | ---------- |
| 1985 | Live After Death                                             | EMI        |
| 1993 | A Real Live One                                              | EMI        |
| 1993 | A Real Dead One                                              | EMI        |
| 1993 | Live at Donington                                            | EMI/Virgin |
| 2002 | Rock In Rio                                                  | EMI        |
| 2002 | BBC Archives                                                 | EMI        |
| 2002 | Beast Over Hammersmith                                       | EMI        |
| 2005 | Death on the Road                                            | EMI/Sony   |
| 2009 | Flight 666                                                   | EMI        |
| 2012 | En Vivo!                                                     | EMI        |
| 2013 | Maiden England '88                                           | EMI        |
| 2017 | The Book of Souls: Live Chapter                              | Parlophone |
| 2020 | Nights of the Dead: Legacy of the Beast: Live in Mexico City | Parlophone |

## Samlingsalbum
| År   | Titel                                           | Skivbolag |
| 1996 | Best of the Beast                               | EMI       |
| 1999 | Ed Hunter                                       | EMI       |
| 2002 | Edward The Great                                | EMI       |
| 2002 | Best Of The B-Sides                             | EMI       |
| 2005 | The Essential Iron Maiden                       | EMI       |
| 2008 | Somewhere Back in Time - The Best of: 1980-1989 | EMI       |
| 2011 | From Fear to Eternity                           | EMI       |

## EP-skivor
| År   | Titel                | Skivbolag |
| 1979 | The Soundhouse Tapes | Rock Hard |
| 1980 | Live!! +one          | EMI       |
| 1981 | Maiden Japan         | EMI       |
| 2004 | No More Lies         | EMI       |

## Singlar
| År   | Titel                                  |
| 1980 | Running Free                           |
| 1980 | Sanctuary                              |
| 1980 | Women in Uniform                       |
| 1981 | Twilight Zone                          |
| 1981 | Purgatory                              |
| 1982 | Run to the Hills                       |
| 1982 | The Number Of The Beast                |
| 1983 | Flight of Icarus                       |
| 1983 | The Trooper                            |
| 1984 | 2 Minutes to Midnight                  |
| 1984 | Aces High'                             |
| 1985 | Running Free (live)                    |
| 1985 | Run to the Hills (live)                |
| 1986 | Wasted Years'                          |
| 1986 | Stranger in a Strange Land             |
| 1988 | Can I Play with Madness                |
| 1988 | The Evil That Men Do                   |
| 1988 | The Clairvoyant (live)                 |
| 1989 | Infinite Dreams (live)                 |
| 1990 | Holy Smoke                             |
| 1990 | Bring Your Daughter...To the Slaughter |
| 1992 | Be Quick or Be Dead                    |
| 1992 | From Here to Eternity                  |
| 1992 | Wasting Love                           |
| 1993 | Fear of the Dark (live)                |
| 1993 | Hallowed Be Thy Name (live)            |
| 1995 | Man on the Edge                        |
| 1995 | Lord of the Flies                      |
| 1996 | Virus                                  |
| 1998 | The Angel and the Gambler              |
| 1998 | Futureal                               |
| 2000 | The Wicker Man                         |
| 2000 | Out of the Silent Planet               |
| 2002 | Run to the Hills (live)                |
| 2003 | Wildest Dreams                         |
| 2003 | Rainmaker                              |
| 2004 | No More Lies                           |
| 2005 | The Number Of The Beast (live)         |
| 2005 | The Trooper (live)                     |
| 2006 | The Reincarnation of Benjamin Breeg    |
| 2006 | Different World                        |
| 2010 | El Dorado                              |
| 2015 | Speed of Light                         |
| 2016 | Empire of the Clouds                   |
| 2021 | The Writing on the Wall                |

## Videoalbum
| År   | Titel                   | Format  |
| 1981 | Live at the Rainbow     | vhs     |
| 1983 | Video Pieces            | vhs     |
| 1984 | Behind the Iron Curtain | vhs     |
| 1985 | Live after Death        | vhs     |
| 1987 | 12 Wasted Years         | vhs     |
| 1989 | Maiden England          | vhs     |
| 1990 | The First Ten Years     | vhs     |
| 1992 | From There to Eternity  | vhs     |
| 1992 | Donington Live 1992     | vhs     |
| 1994 | Raising Hell            | vhs     |
| 2001 | The Number of the Beast | vhs     |
| 2002 | Rock in Rio             | vhs/dvd |
| 2003 | Visions of the Beast    | dvd     |
| 2004 | The Early Days          | dvd     |
| 2006 | Death on the Road       | dvd     |
| 2008 | Live After Death        | dvd     |
| 2009 | Flight 666              | dvd     |
| 2012 | En Vivo!                | dvd     |
| 2013 | Maiden England '88      | dvd     |

## Diverse
- Ed Hunter, Iron Maidens PC Game (1999)
- Eddie's Archives (2002)